# Onou Municipality
Onou Municipality är en kommun i Mikronesiska federationen.   Den ligger i delstaten Chuuk, i den västra delen av landet, 900 km väster om huvudstaden Palikir. Antalet invånare är 182. Onou Municipality ligger på ön Onou.
Följande samhällen finns i Onou Municipality:
- Onou Village